# 圖廳貝克站
圖廳貝克站（英語：Tooting Bec tube station）是倫敦地鐵的一個車站，位於南倫敦圖廳。圖廳貝克站是北線的車站，位於倫敦第3收費區。圖廳貝克站開通於1926年9月13日。

## 外部連結
- London Transport Museum Photographic Archive（页面存档备份，存于）
  - Main station building, 1927
  - Satellite station building, 1926
  - Satellite station building, 1936